# Stångevattnen
Stångevattnen är varandra näraliggande sjöar i Kungälvs kommun i Bohuslän och ingår i Göta älv-Bäveåns kustområde. Stångevattnen ligger i Svartedalen Natura 2000-område och skyddas av fågeldirektivet
- Stångevattnen (västra), sjö i Kungälvs kommun, 57°59′13″N 12°00′01″Ö / 57.9869°N 12.0004°Ö (1,67 ha)
- Stångevattnen (östra), sjö i Kungälvs kommun, 57°59′09″N 12°00′15″Ö / 57.9858°N 12.0042°Ö (1,15 ha)